# Friedrich Gaedcke
Friedrich Georg Carl (Friedrich) Gaedcke (Bonn, 5 juni 1828 - Dömitz, 19 september 1890) was een Duits chemicus.
Gaedcke was de eerste persoon die cocaïne alkaloïde isoleerde, dit gebeurde in 1855. Hij noemde de alkaloïde "erythroxyline" en publiceerde een beschrijving in het tijdschrift Archiv der Pharmazie. Gaedcke werkte in een apotheek in Rostock en studeerde in Rostock tussen 1850 en 1851. In 1856 begon hij een apotheek in Dömitz waarin hij 34 jaar werkte.